# デモクラシー・ナウ!
デモクラシー・ナウ!（Democracy Now!）は、パシフィカ・ラジオ・ネットワークの報道番組。北米においては700以上のラジオ、地上波、衛星波、ケーブルネットワーク、インターネットにて配信されている。

## 番組概要

### 内容
番組はメインストリームのマスコミが取り上げないようなニュースを扱うことを目的としている。
デモクラシー・ナウ!戦争と平和のレポートは、アメリカの大企業がスポンサーしているメインストリームのマスコミではめったに報道されないような人々の声や、考え方を紹介しています。独立記者、国際的な記者、更にはアメリカの外交指針に直接影響を受けている普通の人々、草の根活動の指導者、平和運動家、芸術家、学術的で独立した分析などが含まれます。
エイミー・グッドマンのこの番組へのコピーは「施政者にとっての例外」である。

## 背景
デモクラシー・ナウ!は1996年2月19日にニューヨークのWBAI-FMにて設立された。設立者はジャーナリストのエイミー・グッドマン、フアン・ゴンザレス、ラリー・ベンスキー、サリム・ムワキッル、ジュリー・ドリズン。番組の主なホストはエイミー・グッドマンで、たびたびフアン・ゴンザレスが共演する。

## 資金
デモクラシー・ナウ!は、報道の中立性を守るためとして、いかなる企業、政府、公共放送協会からの資金も受けていない。デモクラシー・ナウ!の資金的基盤は、主に視聴者や基金からのものである。

## ライセンス
本家の英語版のコンテンツはクリエイティブ・コモンズでライセンスで公開されている（CC-BY-NC-ND）。しかし日本語版はコピーライト表示となっている。
日本では朝日ニュースターで放送されていたが、2012年3月をもって、経営母体が衛星チャンネル（朝日新聞社の子会社）からテレビ朝日に変更されるための抜本改定のため終了となった。その後同年7月以降は、放送局をTBSニュースバードに移して、日本での放送を再開することになった。ニュースバードでは単独の番組として数回放送した後、平日15時台に放送している「ニュースの視点」枠の中で放送内容を紹介している。